# Jean-Henri Fabre
Jean-Henri Fabre (22. prosince 1823, Saint-Leons – 11. října 1915, Sérignan-du-Comtat) byl francouzský entomolog, známý hlavně jako autor populárních knih o chování hmyzu (zejm. Souvenirs entomologiques, Entomologické vzpomínky). Jako spisovatel byl předchůdcem etologie hmyzu.

## Život
Pocházel z velmi chudých poměrů v horách střední Francie, v 10 letech získal stipendium na gymnázium a v 11 letech se s rodiči přestěhoval do Toulouse, do Montpellier a konečně do Avignonu, kde se mohl roku 1840 zapsat na učitelský ústav. Zde získal důkladné klasické vzdělání, i když jeho hlavní zájem se obrátil ke studiu hmyzu.
V entomologii se ovšem vzdělával z velké části jako samouk. Roku 1842 byl jmenován učitelem na lyceu v Carpentras, v letech 1843–1851 byl učitelem fyziky na lyceu v Ajacciu na Korsice a roku 1853 dostal učitelské místo na lyceu v Avignonu. Roku 1844 se oženil s Marie-Césarine Villard, s níž měl sedm dětí. V témže roce si doplnil maturitu, pak získal licenciát matematiky a fyziky a roku 1855 promoval na přírodovědecké fakultě v Paříži.
Roku 1833 vyšel ve Francii „Guizotův zákon“, který podstatně rozšířil přístup ke studiu, zavedl večerní kurzy a umožnil studium dívek. Victor Duruy, v letech 1863–1869 ministr školství, pozval Fabra ke spolupráci, hlavně ve večerních přednáškách pro veřejnost. Program vzdělávání pro všechny však vzbudil odpor konzervativních a církevních kruhů, Duruy rezignoval a Fabre musel ze školství pryč. Už dříve se ale v Avignonu spřátelil s anglickým politikem a filosofem Johnem Stuartem Millem a s jeho půjčkou si mohl koupit venkovský domek se zahradou, kde mohl konat svá pozorování. Popularita jeho knih zajistila rodině spisovatele skromné živobytí.
Když paní Marie-Césarine roku 1885 zemřela, oženil se Fabre podruhé s daleko mladší Marie-Joséphine Daudel (* 1863), s níž měl další tři děti.

## Entomologie
Fabre studoval řády blanokřídlí (hymenoptera: včely, vosy, mravenci), brouci (coleoptera) a rovnokřídlí (orthoptera: kobylky, cvrčci). Na základě pozorování vos popsal význam zděděného instinktu jako modelu chování hmyzu. Nikdy ovšem nepřijal, jakožto konzervativní křesťan, evoluční teorii. Přesto byla jeho práce respektována Charlesem Darwinem.
V roce 1866 izoloval látku, později označenou jako alizarin, která se stala důležitou pro výrobu inkoustu i pro barvení pozorovaných preparátů v biologii.
Psal též básně, a to i v okcitánštině a roku 1912 byl dokonce navržen na.Nobelovu cenu. Rád maloval a zanechal stovky akvarelů, zejména hub. Z jeho knih čerpal Karel Čapek materiál pro svoji hru Ze života hmyzu. Roku 1951 vznikl ve Francii o Fabrovi životopisný film Monsieur Fabre, představený i na Mezinárodním filmovém festivalu v Karlových Varech roku 1952. Sebrané spisy vyšly v 10 svazcích v anglickém i v německém překladu (2009–2018).